# Tiro nos Jogos Olímpicos de Verão de 2020 - Carabina de ar 10 m feminino
A competição da carabina de ar 10 m feminino do tiro nos Jogos Olímpicos de Verão de 2020 foi disputada em 24 de julho de 2021 no Campo de Tiro de Asaka, em Tóquio. Um total de 50 atiradoras de 39 Comitês Olímpicos Nacionais (CON) participaram do evento.

## Resumo
A carabina de ar 10 metros feminino foi o primeiro evento do tiro nos Jogos Olímpicos de 2020. A fase classificatória começou às 8 horas e 30 minutos (horário local) do sábado, 24 de julho, seguida pela final às 10 horas e 45 minutos.
Este evento apresentou desqualificações precoces de atiadoras indicadas como as favoritas: a indiana Elavenil Valarivan, número um do ranking mundial, terminou na décima sexta posição. Já a norte-americana Mary Tucker ficou na sexta posição. Ficou marcado pelo primeiro ouro distribuído na edição de 2020 dos Jogos Olímpicos, medalha conquistada pela chinesa Yang Qian, que superou a russa Anastasiia Galashina por 0,7. O pódio foi completado por Nina Christen, da Suíça.

## Qualificação
O período de qualificação começou com o Campeonato Mundial de 2018 em Changwon, Coreia do Sul, que foi concluído em 15 de setembro. Por todo o processo, as vagas foram geralmente concedidas para as atiradoras que vencessem uma etapa da Copa do Mundo da ISSF ou ficassem em uma posição de destaque na mesma competição ou em eventos continentais (África, Europa, Ásia, Oceania e Américas).
Após a conclusão do período de qualificação e o recebimento da lista oficial de vagas pelos Comitês Olímpicos Nacionais (CON), a ISSF considerou as posições no ranking mundial para cada evento individual. As atiradores melhores colocados ainda não qualificadas e cujo CON também não tivesse uma quota no evento obtiveram uma vaga direta. O Japão também teve uma vaga garantida como país sede.

## Calendário
Horário local (UTC+9)
| Data                | Horário | Fase         |
| ------------------- | ------- | ------------ |
| 24 de julho de 2021 | 8:30    | Qualificação |
| 24 de julho de 2021 | 10:45   | Final        |

## Medalhistas
| Ouro   | CHN Yang Qian            |
| Prata  | ROC Anastasiia Galashina |
| Bronze | SUI Nina Christen        |

## Recordes
Antes desta competição, os seguintes recordes eram estabelecidos:
| Recordes da qualificação | Recordes da qualificação | Recordes da qualificação | Recordes da qualificação | Recordes da qualificação |
| ------------------------ | ------------------------ | ------------------------ | ------------------------ | ------------------------ |
| Recorde mundial          | Zhao Ruozhu              | 634,0                    | Nova Déli                | 23 de fevereiro de 2019  |
| Recorde olímpico         | Não estabelecido         | –                        | –                        | –                        |

| Recordes da final | Recordes da final | Recordes da final | Recordes da final | Recordes da final       |
| ----------------- | ----------------- | ----------------- | ----------------- | ----------------------- |
| Recorde mundial   | Apurvi Chandela   | 252,9             | Nova Déli         | 23 de fevereiro de 2019 |
| Recorde olímpico  | Não estabelecido  | –                 | –                 | –                       |

Após a competição, os seguintes recordes foram estabelecidos:
| Recorde          | Tipo         | Atirador(a)               | Marca | Local  | Data                |
| Recorde olímpico | Qualificação | NOR Jeanette Hegg Duestad | 632,9 | Tóquio | 24 de julho de 2021 |
| Recorde olímpico | Final        | CHN Yang Qian             | 251,8 | Tóquio | 24 de julho de 2021 |

## Resultados

### Qualificação
| Pos. | Atiradora               | CON                               | 1     | 2     | 3     | 4     | 5     | 6     | Total | Notas |
| ---- | ----------------------- | --------------------------------- | ----- | ----- | ----- | ----- | ----- | ----- | ----- | ----- |
| 1    | Jeanette Hegg Duestad   | NOR Noruega                       | 105.7 | 105.8 | 105.3 | 106.2 | 105.3 | 104.6 | 632.9 | Q,    |
| 2    | Park Hee-moon           | KOR Coreia do Sul                 | 104.4 | 105.4 | 105.9 | 105.3 | 104.7 | 106.0 | 631.7 | Q     |
| 3    | Mary Tucker             | USA Estados Unidos                | 104.8 | 104.4 | 105.2 | 105.6 | 106.0 | 105.4 | 631.4 | Q     |
| 4    | Kwon Eun-ji             | KOR Coreia do Sul                 | 105.8 | 105.3 | 104.7 | 104.3 | 105.5 | 105.3 | 630.9 | Q     |
| 5    | Océanne Muller          | FRA França                        | 103.8 | 104.7 | 105.0 | 105.5 | 106.2 | 105.5 | 630.7 | Q     |
| 6    | Yang Qian               | CHN China                         | 104.3 | 105.7 | 103.6 | 105.2 | 104.9 | 105.0 | 628.7 | Q     |
| 7    | Nina Christen           | SUI Suíça                         | 103.9 | 105.2 | 104.0 | 106.1 | 104.3 | 105.0 | 628.5 | Q     |
| 8    | Anastasiia Galashina    | ROC                               | 104.2 | 105.2 | 105.5 | 104.9 | 104.2 | 104.5 | 628.5 | Q     |
| 9    | Laura Ilie              | ROU Romênia                       | 104.8 | 103.3 | 105.0 | 105.1 | 104.1 | 105.7 | 628.0 |       |
| 10   | Sofia Ceccarello        | ITA Itália                        | 104.5 | 104.9 | 105.2 | 104.8 | 106.4 | 101.5 | 627.3 |       |
| 11   | Živa Dvoršak            | SLO Eslovênia                     | 104.1 | 103.7 | 104.1 | 105.4 | 104.6 | 105.3 | 627.2 |       |
| 12   | Seonaid McIntosh        | GBR Grã-Bretanha                  | 104.3 | 104.4 | 104.2 | 105.6 | 105.2 | 103.5 | 627.2 |       |
| 13   | Yulia Karimova          | ROC                               | 105.0 | 104.6 | 105.4 | 104.3 | 103.1 | 104.7 | 627.1 |       |
| 14   | Alison Weisz            | USA Estados Unidos                | 104.1 | 104.8 | 105.0 | 103.7 | 103.9 | 105.4 | 626.9 |       |
| 15   | Aneta Stankiewicz       | POL Polônia                       | 104.1 | 105.6 | 104.2 | 105.7 | 104.5 | 102.7 | 626.8 |       |
| 16   | Elavenil Valarivan      | IND Índia                         | 104.3 | 104.0 | 106.0 | 104.2 | 103.5 | 104.5 | 626.5 |       |
| 17   | Jolyn Beer              | GER Alemanha                      | 104.6 | 103.4 | 103.8 | 104.4 | 104.3 | 105.3 | 625.8 |       |
| 18   | Wang Luyao              | CHN China                         | 102.3 | 105.5 | 105.7 | 103.2 | 104.4 | 104.5 | 625.6 |       |
| 19   | Jenny Stene             | NOR Noruega                       | 104.9 | 103.8 | 104.4 | 104.4 | 104.2 | 103.8 | 625.5 |       |
| 20   | Eszter Mészáros         | HUN Hungria                       | 102.5 | 103.5 | 104.9 | 105.5 | 104.2 | 104.7 | 625.3 |       |
| 21   | Adele Tan               | SGP Singapura                     | 104.1 | 104.7 | 103.7 | 104.3 | 104.6 | 103.9 | 625.3 |       |
| 22   | Rikke Ibsen             | DEN Dinamarca                     | 103.5 | 104.8 | 104.6 | 104.7 | 103.8 | 103.6 | 625.0 |       |
| 23   | Fatemeh Karamzadeh      | IRI Irã                           | 102.7 | 103.8 | 105.7 | 104.0 | 104.5 | 104.2 | 624.9 |       |
| 24   | Maria Martynova         | BLR Bielorrússia                  | 104.2 | 102.8 | 103.1 | 105.5 | 104.0 | 104.7 | 624.3 |       |
| 25   | Oyuunbatyn Yesügen      | MGL Mongólia                      | 103.0 | 103.8 | 104.9 | 103.3 | 103.9 | 105.1 | 624.0 |       |
| 26   | Lin Ying-shin           | TPE Taipé Chinês                  | 104.8 | 103.8 | 103.0 | 104.3 | 102.9 | 104.6 | 623.4 |       |
| 27   | Jessie Kaps             | BEL Bélgica                       | 104.8 | 103.7 | 103.9 | 104.2 | 105.2 | 101.6 | 623.4 |       |
| 28   | Anna Nielsen            | DEN Dinamarca                     | 104.1 | 104.8 | 103.3 | 104.1 | 103.1 | 103.9 | 623.3 |       |
| 29   | Andrea Arsović          | SRB Sérvia                        | 105.3 | 104.4 | 104.2 | 102.7 | 103.8 | 102.9 | 623.3 |       |
| 30   | Armina Sadeghian        | IRI Irã                           | 104.9 | 103.8 | 104.3 | 102.0 | 102.5 | 105.1 | 622.6 |       |
| 31   | Snježana Pejčić         | CRO Croácia                       | 104.6 | 102.5 | 103.3 | 103.2 | 104.7 | 104.3 | 622.6 |       |
| 32   | Haruka Nakaguchi        | JPN Japão                         | 101.8 | 102.7 | 102.7 | 104.3 | 105.1 | 105.6 | 622.2 |       |
| 33   | Mukhtasar Tokhirova     | UZB Uzbequistão                   | 103.4 | 104.6 | 102.6 | 102.8 | 104.6 | 104.2 | 622.2 |       |
| 34   | Shiori Hirata           | JPN Japão                         | 104.4 | 103.7 | 102.9 | 103.1 | 102.5 | 105.5 | 622.1 |       |
| 35   | Vidya Rafika Toyyiba    | INA Indonésia                     | 104.3 | 103.6 | 104.6 | 102.5 | 103.7 | 103.3 | 622.0 |       |
| 36   | Apurvi Chandela         | IND Índia                         | 104.5 | 102.5 | 104.9 | 104.2 | 102.2 | 103.6 | 621.9 |       |
| 37   | Eglis Yaima Cruz        | CUB Cuba                          | 104.5 | 102.4 | 103.2 | 103.6 | 103.8 | 103.0 | 620.5 |       |
| 38   | Alzahraa Shaban         | EGY Egito                         | 103.7 | 101.4 | 103.6 | 104.9 | 104.2 | 102.2 | 620.0 |       |
| 39   | Houda Chaabi            | ALG Argélia                       | 103.7 | 103.2 | 101.6 | 103.6 | 103.9 | 103.5 | 619.5 |       |
| 40   | Fernanda Russo          | ARG Argentina                     | 101.5 | 104.4 | 103.0 | 103.9 | 103.8 | 102.3 | 618.9 |       |
| 41   | Nikola Šarounová        | CZE República Checa               | 102.5 | 102.6 | 104.1 | 103.5 | 102.4 | 103.3 | 618.4 |       |
| 42   | Elise Collier           | AUS Austrália                     | 103.1 | 103.4 | 102.9 | 101.1 | 104.0 | 103.7 | 618.2 |       |
| 43   | Lenchu Kunzang          | BHU Butão                         | 103.1 | 103.4 | 103.3 | 101.6 | 104.1 | 102.6 | 618.1 |       |
| 44   | Sanja Vukašinović       | SRB Sérvia                        | 103.3 | 103.2 | 103.8 | 103.7 | 101.7 | 102.1 | 617.8 |       |
| 45   | Katarina Kowplos        | AUS Austrália                     | 103.1 | 101.0 | 103.8 | 101.7 | 103.1 | 104.5 | 617.2 |       |
| 46   | Kalpana Pariyar         | NEP Nepal                         | 102.2 | 105.4 | 101.0 | 104.1 | 103.4 | 100.7 | 616.8 |       |
| 47   | Tatjana Đekanović       | BIH Bósnia e Herzegovina          | 99.3  | 104.0 | 101.0 | 103.4 | 102.0 | 103.5 | 613.2 |       |
| 48   | Kanykei Kubanychebekova | KGZ Quirguistão                   | 103.4 | 101.0 | 103.0 | 102.5 | 101.1 | 101.8 | 612.8 |       |
| 49   | Tehani Egodawela        | SRI Sri Lanka                     | 102.9 | 103.8 | 100.9 | 102.3 | 100.8 | 100.8 | 611.5 |       |
| 50   | Luna Solomon            | EOR Equipe Olímpica de Refugiados | 100.9 | 100.5 | 101.2 | 101.5 | 100.1 | 101.7 | 605.9 |       |

### Final
| Pos.              | Atiradora                 | 1    | 2     | 3     | 4      | 5     | 6     | 7     | 8     | 9     | Total | Notas            |
| ----------------- | ------------------------- | ---- | ----- | ----- | ------ | ----- | ----- | ----- | ----- | ----- | ----- | ---------------- |
| Medalha de ouro   | CHN Yang Qian             | 51.9 | 104.7 | 125.6 | 147.3  | 168.3 | 188.9 | 210.0 | 231.3 | 251.8 | 251.8 | Recorde olímpico |
| Medalha de prata  | ROC Anastasiia Galashina  | 52.5 | 104.4 | 126.0 | 146.2  | 167.6 | 189.1 | 210.5 | 231.4 | 251.1 | 251.1 |                  |
| Medalha de bronze | SUI Nina Christen         | 51.3 | 103.6 | 125.1 | 146.2  | 167.6 | 188.7 | 209.9 | 230.6 | —     | 230.6 |                  |
| 4                 | NOR Jeanette Hegg Duestad | 52.1 | 104.4 | 125.6 | 146.6  | 167.1 | 188.5 | 209.3 | —     | —     | 209.3 |                  |
| 5                 | FRA Océanne Muller        | 51.9 | 104.1 | 125.0 | 146.3  | 166.9 | 187.7 | —     | —     | —     | 187.7 |                  |
| 6                 | USA Mary Tucker           | 52.3 | 102.8 | 124.0 | 145.4* | 166.0 | —     | —     | —     | —     | 166.0 |                  |
| 7                 | KOR Kwon Eun-ji           | 52.5 | 104.2 | 125.0 | 145.4* | —     | —     | —     | —     | —     | 145.4 | SO               |
| 8                 | KOR Park Hee-moon         | 48.6 | 99.4  | 119.1 | —      | —     | —     | —     | —     | —     | 119.1 |                  |